# Ann Kristin Flatland
Ann Kristin Aafedt Flatland, née le 6 novembre 1982 à Oslo, est une biathlète norvégienne, deux fois victorieuse en Coupe du monde, deux fois championne du monde en relais et médaillée de bronze olympique en relais.

## Carrière
Ann Kristin Flatland prend part aux Championnats du monde junior à partir de 2001. Elle gagne deux épreuves de la Coupe d'Europe en 2003, puis démarre en Coupe du monde en fin d'année. Elle obtient son premier podium dans un relais en 2006 à Hochfilzen. 
Aux Championnats du monde en 2007, elle gagne sa première médaille en grande compétition avec le bronze en relais, après une cinquième place sur le sprint, son meilleur résultat individuel en grand championnat.
Aux Jeux olympiques d'hiver de 2010, elle est dixième du sprint, huitième de la poursuite, quatorzième de l'individuel, onzième de la mass start et quatrième du relais.
Le 8 janvier 2011, elle s'impose pour la première fois de sa carrière en Coupe du monde lors du sprint d'Oberhof grâce à un tir à 9/10 et un temps de ski parmi les meilleures. Elle devance Magdalena Neuner pour 5 secondes et 7 dixièmes et Andrea Henkel pour 15 secondes et 2 dixièmes. Quelques semaines plus tard, elle devient championne du monde de relais mixte. Son deuxième titre mondial intervient en 2013 au relais féminin avec Hilde Fenne, Synnøve Solemdal et Tora Berger.
Après la saison 2013-2014 où elle remporte une deuxième victoire en Coupe du monde, lors du sprint d'Östersund en Suède et une médaille de bronze olympique en relais (qu'elle échangera ultérieurement contre celle en argent à la suite de la disqualification de la Russie), elle décide de se retirer du biathlon.

## Palmarès

### Jeux olympiques
| Épreuve / Édition              | Individuel | Sprint | Poursuite | Départ en masse | Relais                             | Relais mixte                     |
| Jeux olympiques 2010 Vancouver | 14e        | 10e    | 8e        | 11e             | 4e                                 | Épreuve inexistante à cette date |
| Jeux olympiques 2014 Sotchi    | 56e        | 24e    | 9e        | 25e             | Médaille d'argent, Jeux olympiques | —                                |

Légende :
- : deuxième place, médaille d'argent
- : pas d'épreuve
- — : Non disputée par Flatland

### Championnats du monde
| Mondiaux \ Épreuve   | Individuel                   | Sprint                       | Poursuite                    | Départ en masse              | Relais                       | Relais mixte             |
| 2005 Hochfilzen      | —                            | 22e                          | 37e                          | —                            | —                            | —                        |
| 2007 Antholz         | 48e                          | 5e                           | 24e                          | 18e                          | Médaille de bronze, monde    | —                        |
| 2008 Östersund       | 12e                          | 51e                          | 48e                          | 28e                          | 6e                           | —                        |
| 2009 Pyeongchang     | 51e                          | 33e                          | 30e                          | —                            | 11e                          | —                        |
| 2010 Khanty-Mansiïsk | Jeux olympiques de Vancouver | Jeux olympiques de Vancouver | Jeux olympiques de Vancouver | Jeux olympiques de Vancouver | Jeux olympiques de Vancouver | Médaille d'argent, monde |
| 2011 Khanty-Mansiïsk | 82e                          | 34e                          | —                            | —                            | 5e                           | Médaille d'or, monde     |
| 2013 Nové Město      | 44e                          | 8e                           | 7e                           | 24e                          | Médaille d'or, monde         | —                        |

Légende :
- : première place, médaille d'or
- : deuxième place, médaille d'argent
- : troisième place, médaille de bronze
- : épreuve non disputée
- — : N'a pas participé à cette épreuve

### Coupe du monde
- Meilleur classement général : 16e en 2011.
- 4 podiums individuels : 2 victoires et 2 troisièmes places.
- 10 podiums en relais dont 4 victoires.

#### Classements en Coupe du monde
| Saison    | Classement général final | Individuel | Sprint | Poursuite | Mass start |
| 2003-2004 | nc                       |            | nc     | nc        |            |
| 2004-2005 | 57e                      | nc         | 43e    | 63e       |            |
| 2005-2006 | 59e                      | 50e        | 59e    | 51e       |            |
| 2006-2007 | 43e                      | nc         | 41e    | 44e       | 38e        |
| 2007-2008 | 25e                      | 10e        | 35e    | 33e       | 20e        |
| 2008-2009 | 37e                      | 65e        | 39e    | 41e       | 27e        |
| 2009-2010 | 20e                      | 42e        | 16e    | 19e       | 23e        |
| 2010-2011 | 15e                      | 25e        | 11e    | 14e       | 17e        |
|           |                          |            |        |           |            |
| 2012-2013 | 36e                      | 45e        | 36e    | 35e       | 38e        |
| 2013-2014 | 20e                      | 13e        | 15e    | 29e       | 28e        |

#### Détail des victoires
| Saison / Épreuve | Individuel | Sprint    | Poursuite | Mass Start | Total |
| 2010-2011        |            | Oberhof   |           |            | 1     |
| 2013-2014        |            | Östersund |           |            | 1     |
| Total            | 0          | 2         | 0         | 0          | 2     |

### IBU Cup
- 2 victoires.